# Charles Pasarell
Charles "Charlie" Manuel Pasarell, född 12 februari 1944 i San Juan i Puerto Rico, är en amerikansk högerhänt tidigare professionell tennisspelare, särskilt framgångsrik som dubbelspelare.

## Tenniskarriären
Charles Pasarell spelade internationell tävlingstennis 1960–79. Han vann sin första större singeltitel 1966 (NCAA) och ytterligare två titlar 1966–67, båda i Memphis. Efter säsongen 1967 rankades han som etta i USA. Pasarell blev professionell spelare 1968.
Pasarell var en förstklassig dubbelspelare och vann fyra professionella tourtitlar: Memphis 1968 med Arthur Ashe, Nottingham 1974 med Erik van Dillen, Tucson 1974 med Sherwood Stewart och Las Vegas 1976 med Arthur Ashe. Han nådde 1969 final i Grand Slam-turneringen US Open tillsammans med Dennis Ralston. I finalen mötte de det australiska paret Ken Rosewall/Fred Stolle som vann med 2–6, 7–5, 13–11, 6–3. Säsongen därpå, 1970, nådde han dubbelfinalen i Franska öppna tillsammans med Arthur Ashe. De besegrades där av Ilie Nastase/Ion Tiriac (2–6, 4–6, 3–6). År 1977 nådde han tillsammans med Erik van Dillen dubbelfinal i Australiska öppna som de dock förlorade mot Arthur Ashe/Tony Roche 4–6, 4–6. 
Pasarell är ihågkommen också för sina insatser som singelspelare i Grand slam-sammanhang. År 1967 besegrade han det föregående årets mästare, Manuel Santana, i inledningsmatchen i Wimbledonmästerskapen. År 1969, också i Wimbledon, var han den ena av spelarna i den dittills längsta matchen i Wimbledonmästerskapens historia, ett rekord som kom att stå sig ända till år 2010. Han mötte i första omgången den 41-årige mexikanske spelaren Pancho Gonzales. De två kom att spela hela 112 game under fem timmar och 12 minuter. Det första setet, som slutade 24-22 till Pasarell varade i 2,5 timmar. Gonzales ville att matchen skulle avbrytas eftersom klockan hade hunnit bli 9 på kvällen. Domaren bedömde dock att ljuset var tillräckligt och beordrade fortsatt spel. En frustrerad Gonzales förlorade också det andra setet, nu med siffrorna 1-6. Följande eftermiddag återupptogs matchen. Gonzales spelade nu glänsande tennis och vann det tredje setet med 16-14. Han vann också det följande fjärde setet med 6-3. Ställningen var således utjämnad till 2-2 i set. det femte och avgörande setet blev mycket jämnt. Pasarell spelade till sig hela 7 matchbollar, två gånger ledde han med 40-0 vid de tillfällena. Gonzales lyckades dock mirakulöst vända och vann slutligen matchen med 11-9 i avgörande set.      
Pasarell deltog i det amerikanska Davis Cup-laget 1966–68, 1974 och 1975.

## Spelaren och personen
Charles Pasarells båda föräldrar spelade tennis på elitnivå och var båda puertoricanska mästare. 
Pasarell var en av grundarna av spelarorganisationen ATP och var styrelsemedlem 1972–82. Han är också verkställande direktör för ATP-turneringen i Indian Wells, Pacific Life Open. Han arbetar också som tenniskommentator på TV. 
Han är bosatt i Rancho Mirage i Kalifornien. 
Pasarell är upptagen i the Intercollegiate Men's Tennis Hall of Fame och i the Southern California Tennis Association Hall of Fame.